# Chennais internationella flygplats
Chennais internationella flygplats (tamil: சென்னை பன்னாட்டு வானூர்தி நிலையம்) är en flygplats utanför staden Chennai (tidigare Madras) i Tamil Nadu i Indien. Den ligger i Tirusulam, cirka 20 km sydväst om stadens centrum. Flygplatsen har tre terminaler: Kamarajterminalen (inrikes), Annaterminalen (utrikes) samt en godsterminal.
Flygplatsen är den femte mest trafikerade flygplatsen i Indien och den tredje, räknat efter internationell trafik. Den var också 2018 den 49:e mest trafikerade flygplatsen i Asien, vilket då gjorde den till en av de fyra stora flygplatserna i Indien under topp 50-listan. Under räkenskapsåret 2022/2023 hanterade flygplatsen över 18 miljoner passagerare.

## Historik

### Bakgrund

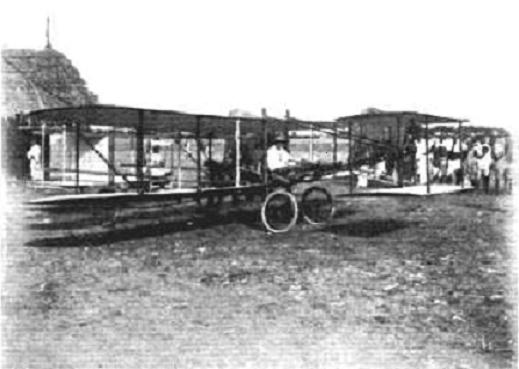
Giacomo D'Angelis och hans biplan, 1910, vid den första flygningen i Asien någonsin

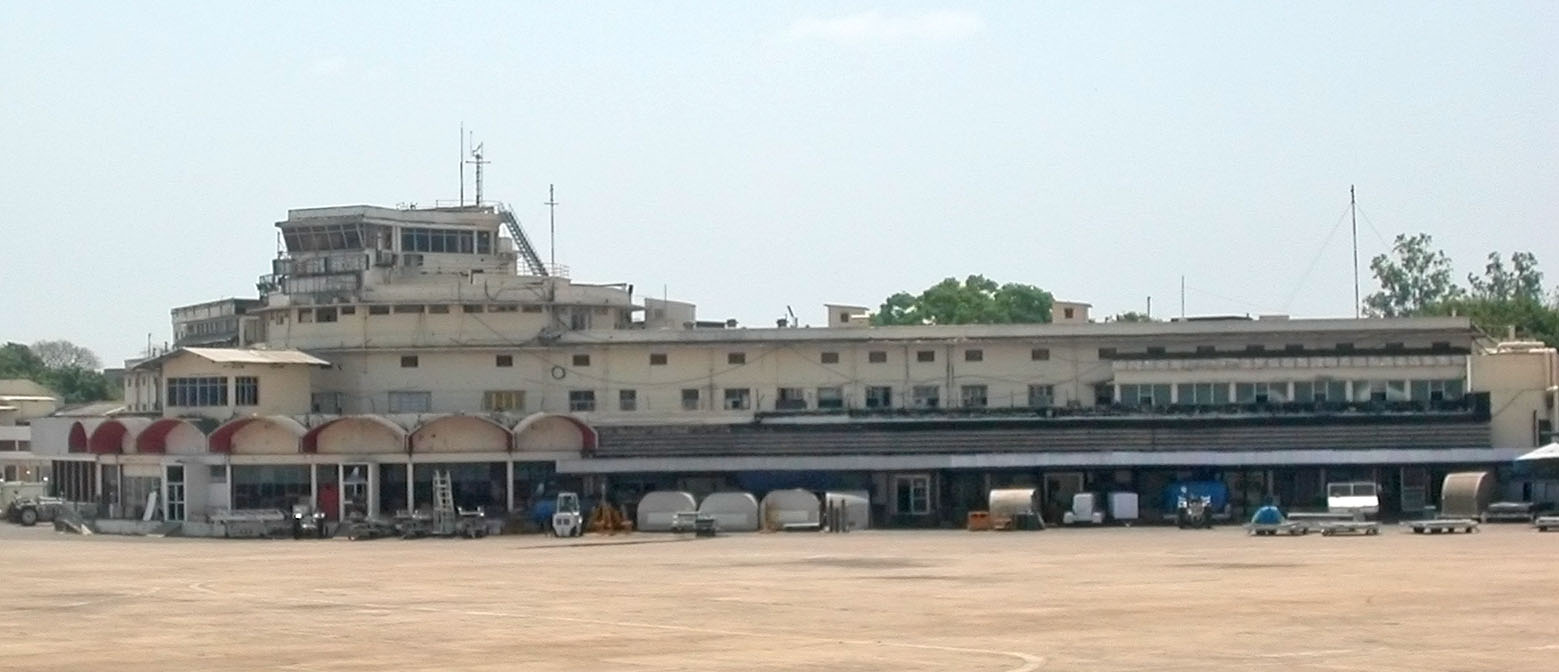
Den gamla terminalen (1945) vid Meenambakkam

Stadens flyghistoria började 1910, när en korsikan bosatt i staden, hotellägaren Giacomo D'Angelis, byggde ett flygplan och testade det i Island Grounds. Inspirerad av fransmannen Louis Blériot, den första som flög över Engelska kanalen i juli 1909, testade D'Angelis den 10 mars 1910 flygplanet i förorten Pallavaram, vilket gjorde detta till den första flygningen någonsin i Asien. Då han demonstrerade det för allmänheten, tog han en person från folkmassan med i flygplanet som sin passagerare. Direkt efter arrangerade han också en offentlig visning på Island Grounds och tog ut entréavgifter för demonstrationen.
Den civila luftfartens historia i Indien inleddes i december 1912, med öppnandet av den första inrikesflyglinjen mellan Karachi och Delhi av den indiska statens flygtjänst, i samarbete med brittiska Imperial Airways. Det var dock bara en förlängning av Imperial Airways flygning London–Karachi. År 1915 startade det första indiska flygbolaget, Tata Air Mail, en reguljär flygposttjänst mellan Karachi och Madras utan något stöd från regeringen, vilket markerade början på flygtransporterna i den södra delen av Indien.
I mars 1930 ledde en diskussion initierad av piloten G. Vlasto till grundandet av Madras Flying Club, som blev en pionjär i södra Indien. Klubben hade från starten 71 medlemmar, varav 14 var indier. Flt. Lt. H N Hawker blev klubbens första flyginstruktör. Klubbens första indiska chefspilotinstruktör, Mohammed Ismail Khan, utbildade flera piloter, av vilka några utbildades yrkesmässigt och andra för sitt höga nöjes skull. När statsrådet i Ceylon 1935 byggde en flygplats i Ratmalana nära Colombo, flögs det första planet som landade dit av chefsflyginstruktören för klubben Tyndale Biscoe. Den 26 oktober 1936 flög kapten V. Sundaram, som fick det första kommersiella pilotcertifikatet i Indien, ett de Havilland Dove-flygplan från Karachi till Madras.

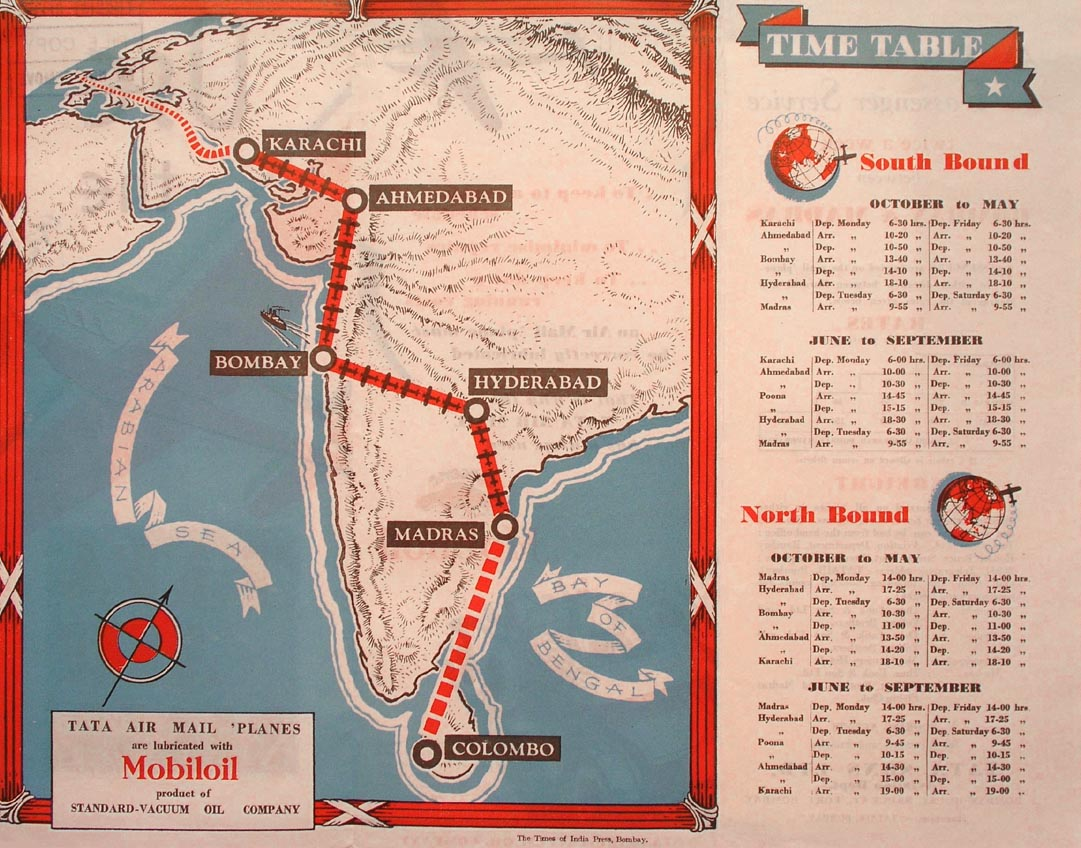
Tata Sons' Airline tidtabell 1935

Den 15 oktober 1932 flög J.R.D. Tata, grundare av Tata Sons Ltd, en enmotorig de Havilland med flygpost (post från Imperial Airways), från Karachis Drigh Road Aerodrome till Bombays Juhu Airstrip via Ahmedabad. Flygningen fortsatte därefter till Madras via Bellary, lotsad av flygaren Nevill Vintcent.

### Tidiga år
Madras flygplats var en av de första flygplatserna i Indien, och den togs i drift 1930. Flygplatsen byggdes på mark som donerats av den tidigare guvernören för Madras presidentskap, K. Sriramulu Naidu. Även om det första flygplanet landade på Madras flygplats 1930, var användningen under andra världskriget begränsad till militära operationer. År 1952 tog Civil Aviation Department över dess verksamhet, följt av AAI 1972.
Den första passagerarterminalen i art déco-stil färdigställdes 1954 på den nordöstra sidan av byn Meenambakkam, och den kallas därför Meenambakkam flygplats. I början av 1980-talet byggdes en ny terminal vid Tirusulam, och passagerarverksamheten flyttades. Den nya inrikesterminalen (med namnet Kamaraj Terminal 2) togs i drift 1985, och den internationella terminalen (Anna Terminal 3) togs i drift 1989. 
Ett flygfraktkomplex togs i bruk den 1 februari 1978 för bearbetning av import-, export- och omlastningslast, förutom ensamkommande bagage, som är den andra gateway-luftfraktterminalen i landet efter den på Kolkatas flygplats. I november 1988 invigde British Airways trafik till London-Heathrows flygplats via Kuwait, vilket för första gången förband Chennai med Europa. Flyglinjen drevs med en Lockheed L-1011 TriStar. Flygbolaget började flyga sträckan nonstop med Boeing 747 i april 1991.
Den 23 september 1999 togs ett center för blommor, frukt och grönsaker i drift vid lastterminalen. År 2001 fick Chennai flygplats ISO 9001-2000-certifiering, som den första internationella flygplatsen i Indien.
Delta Air Lines jungfruflygning från New York landade i maj 2005. Linjen trafikerades med Boeing 767 och gjorde ett stopp i Paris. I oktober följande år slutade transportören att betjäna Chennai. Istället för att flyga till Mumbai och Chennai via Paris, hade man bestämt sig för att påbörja ett direktflyg från New York till Mumbai och lämna över rutten Chennai–Paris till sin partner Air France. År 2008 startade AAI en stor modernisering av flygplatsen.

### Nutida översikt
Flygplatsen betjänas av en dess egen tunnelbanestation i Chennai Metro och Tirusulams järnvägsstation i Chennai Suburban Railway system. För att klara passagerartrafiken är två nya terminaler, inklusive en satellitterminal, under uppbyggnad för att hantera 40 miljoner passagerare per år. När den är färdig kommer den att vara Indiens första flygplats som har en satellitterminal. Den nya satellitterminalen ansluts genom en fyrvägs underjordisk rullande trottoar för passagerarrörelse mellan olika terminaler. Ändå förväntas Tirusulams flygplatskomplex att nå full kapacitet 2035, med ett tak på 40 miljoner passagerare, och ett förslag om en ny greenfield-flygplats i Parandur har godkänts.
De äldre inhemska och internationella terminalerna 2 och 3 var uppkallade efter de tidigare chefsministrarna för Tamil Nadu K. Kamaraj respektive C.N. Annadurai. Den var den första flygplatsen i Indien som hade internationella och inrikes terminaler i anslutning till varandra. Dessa var utformade av Creative Group, en Indien-baserad arkitektfirma. Flygplatsen fungerar som det södra regionala högkvarteret för Airports Authority of India (AAI) för södra Indien, vilket omfattar delstaterna Tamil Nadu, Andhra Pradesh, Kerala och de förenade territorierna Puducherry och Lakshadweep. Totalt består flygplatsen av fyra terminaler (Terminal 1–4), där Terminal 1 och 4 används för inrikes ankomster och avgångar och Terminal 2 för internationella ankomster och avgångar. Den äldre terminal 3 på terminal 2:s västra sida kommer att rivas i syfte att förlänga terminal 2.

## Flygbolag och destinationer
Inrikesflyg går från terminal 1, internationella avgångar går från terminal 4 och den integrerade terminal 2, medan den äldre terminal 3 används för internationella ankomster. Den gamla terminalen vid Meenambakkam används för fraktflygningar.
| Flygbolag                     | Destinationer |
| ----------------------------- | --- |
| Air Arabia                    | Abu Dhabi, Sharjah |
| AirAsia                       | Kuala Lumpur–International |
| Air France                    | Paris–Charles de Gaulle |
| Air India                     | Bangalore, Coimbatore, Colombo–Bandaranaike, Delhi, Dubai–International, Kolkata, Kuwait City, Madurai, Mumbai, Port Blair, Singapore |
| Air India Express             | Bangalore, Guwahati, Hyderabad, Mangalore (begins 26 November 2023), Singapore |
| Air Mauritius                 | Mauritius (resumes 13 April 2024) |
| Akasa Air                     | Mumbai |
| Alliance Air                  | Hyderabad, Jaffna |
| Batik Air                     | Jakarta–Soekarno-Hatta |
| Biman Bangladesh Airlines     | Dhaka (begins 16 December 2023) |
| British Airways               | London–Heathrow |
| Cathay Pacific                | Hong Kong (resumes 1 February 2024) |
| Emirates                      | Dubai–International |
| Ethiopian Airlines            | Addis Ababa |
| Etihad Airways                | Abu Dhabi |
| FitsAir                       | Colombo–Bandaranaike |
| Flydubai                      | Dubai–International |
| Gulf Air                      | Bahrain |
| IndiGo                        | Abu Dhabi, Ahmedabad, Bagdogra, Bangalore, Bhubaneswar, Chandigarh, Coimbatore, Colombo–Bandaranaike, Delhi, Dhaka, Doha, Dubai–International, Goa–Dabolim, Goa–Mopa, Guwahati, Hubli, Hyderabad, Indore, Jaipur, Jodhpur, Kadapa, Kannur, Kanpur, Kochi, Kolkata, Kozhikode, Kuala Lumpur–International, Kurnool, Kuwait City, Lucknow, Madurai, Mangalore, Mumbai, Muscat, Mysore, Patna, Port Blair, Pune, Raipur, Rajahmundry, Ranchi, Salem, Singapore, Surat, Thiruvananthapuram, Tiruchirappalli, Tuticorin, Vadodara, Varanasi, Vijayawada, Visakhapatnam |
| Jazeera Airways               | Kuwait City |
| Kuwait Airways                | Kuwait City |
| Lufthansa                     | Frankfurt |
| Malaysia Airlines             | Kuala Lumpur–International |
| Myanmar Airways International | Yangon |
| Oman Air                      | Muscat |
| Qatar Airways                 | Doha |
| Scoot                         | Singapore |
| Singapore Airlines            | Singapore |
| SpiceJet                      | Ahmedabad, Colombo–Bandaranaike (resumes 29 November 2023), Delhi, Goa–Mopa, Hyderabad, Mumbai, Port Blair, Pune, Shirdi, Varanasi |
| SriLankan Airlines            | Colombo–Bandaranaike |
| Thai AirAsia                  | Bangkok–Don Mueang |
| Thai Airways International    | Bangkok–Suvarnabhumi |
| US-Bangla Airlines            | Dhaka |
| Vistara                       | Delhi, Mumbai |